# Žarkovac
Žarkovac (en serbe cyrillique : Жарковац) est un village de Serbie situé dans la province autonome de Voïvodine. Il fait partie de la municipalité de Ruma dans le district de Syrmie (Srem). En 2002, il comptait 904 habitants.
Žarkovac est une communauté locale, c'est-à-dire une subdivision administrative, de la municipalité de Ruma.

## Géographie

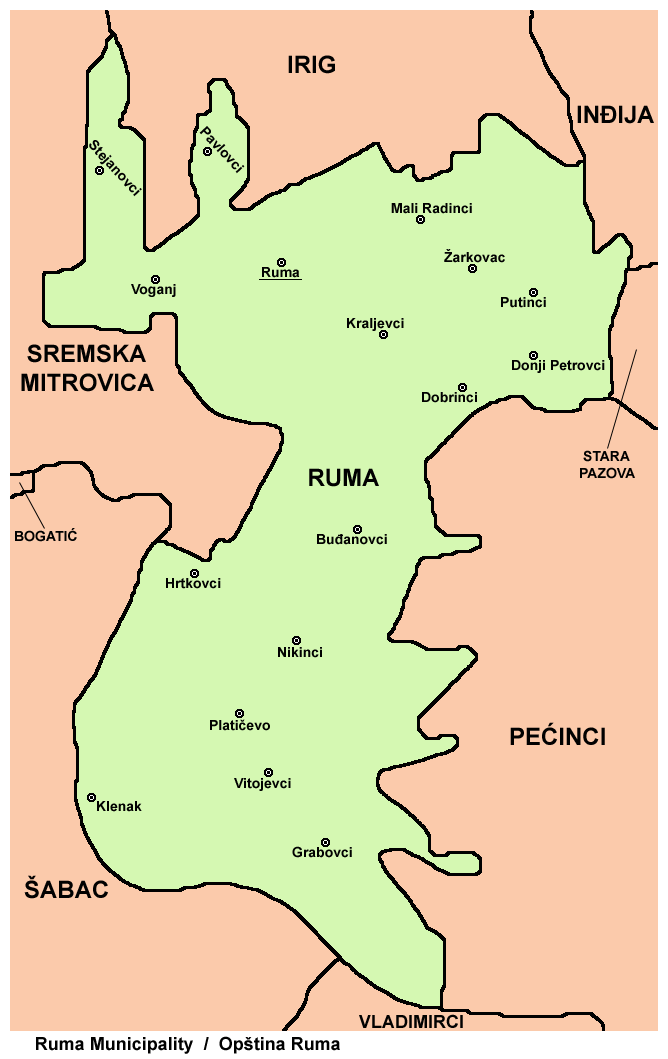
Localisation de Žarkovac dans la municipalité de Ruma

Žarkovac se trouve dans la région de Syrmie, au pied du versant méridional du massif de la Fruška gora. Le village est situé au nord-est de la municipalité de Ruma sur un plateau de lœss. Son territoire vallonné est parcouru par de nombreux ruisseaux dont les plus importants sont le Međeš, qui fait partie du système de la Jarčina (un affluent de la Save), le Dobrodol et le Radinački potok.

## Histoire
Žarkovac a été fondé après la Première Guerre mondiale. À l'origine, le village portait le nom de Solnok ; le 2 août 1934, il a pris le nom de Žarkovac en hommage à Žarko Miladinović, avocat, homme politique et ministre du royaume des Serbes, Croates et Slovènes.

## Démographie

### Évolution historique de la population
| 1948 | 1953 | 1961  | 1971 | 1981 | 1991 | 2002  | 2011 |
| ---- | ---- | ----- | ---- | ---- | ---- | ----- | ---- |
| 865  | 882  | 1 089 | 934  | 955  | 915  | 1 102 | 904  |

|  |

### Données de 2002
Pyramide des âges (2002)
En 2002, l'âge moyen de la population était de 37,7 ans pour les hommes et 40,8 ans pour les femmes.
Répartition de la population par nationalités (2002)
En 2002, les Serbes représentaient 92 % de la population ; le village abritait notamment des minorités hongroises (3,26 %) et croates (2 %).

### Données de 2011
En 2011, l'âge moyen de la population était de 43,3 ans, 41,7 ans pour les hommes et 45,1 ans pour les femmes.